# العنف المنزلي في باراغواي
العنف المنزلي  هو أكثر انتهاكات حقوق النساء انتشارًا في باراجواي، والتي تتضمن العنف المنزلي والجنسي. تقتل امرأة بمعدل كل عشرة أيام. على الرغم من أن باراجواي قد أتخذت العديد من الاجراءات للتعامل مع تلك المشكلة تتضمن عمل وحدات شرطة مخصصة لضحايا العنف المنزلي، إلا أن نقص القوانين والمواقف المناسبة لوقف تلك المشكلة في مجتمع ذكوري قد أعاق نجاح العملية .

## خلفية اجتماعية
إن باراجواي بلد غير ساحلي تقع في أمريكا الجنوبية، تحدها الأرجنتين من الجنوب والجنوب الغربي، والبرازيل من الشرق والشمال الشرقي، وبوليفيا من الشمال الغربي. الأغلبية الشاسعة من سكانها هم من الروم الكاثوليك، ويلعب الدين في باراجواي دورًا مهمًا جدًا. مجتمع دولة باراجواي مجتمع محافظ، وقد كان بطيئًا في تغيير وجهة نظره عن العائلة حيث أن الطلاق قد قنن فقط في 1991.

## حجم العنف المنزلي
من الصعب جدًا تقييم مدى العنف المنزلي . معظم الحالات لا يتم إبلاغ السلطات عنها، ويقاسي ضحايا العنف سرًا. في استطلاع رأي 2008عام، صرحت 20.4% من النساء اللاتي شملهن الاستطلاع (أعمارهن بين 15 و49 عامًا) بمعاناتهن من عنف جسدي أو جنسي من شريك حالي أو سابق. كان ذلك أقل من العديد من البلاد الأخرى في المنطقة، ولكن هذه الحالات التي يتم الإبلاغ عنها ذاتيًا يمكن أن تعكس فهم شخصي مختلف لما يشكل إساءة . من النساء اللاتي قلن أنهن تعرضن للعنف المنزلي في أخر 12 شهر، هناك 12.9% قلن أنهن بحثن عن مساعدة مؤسسية.
في 2017، 770 من حالات العنف المنزلي تجاه الرجال من شريكتهن تم تسجيلها (1.540 سنويًا).

## الرد التشريعي
الرد القانوني لباراجواي تجاه العنف المنزلي كان ضعيفًا جدًا، حتي وفقًا للمعايير القياسية الأمريكية.
على الرغم من أن باراجواي قد سنت عام 2000 القانون رقم 1600 ضد العنف المنزلي (Ley No 1.600 contra la Violencia Doméstica) والذي يتضمن تعريفًا واسعًا النطاق للعنف المنزلي (يتضمن الاعتداء الجسدي أو المعنوي أو الجنسي)، فهو ذا طبيعة مدنية وعلى هذا النحو لا ينص على أي عقوبات ضد الجناة . مع أن القانون الجنائي ينص على تجريم العنف المنزلي إلى ا أن تعريف هذه الجريمة ضيق جدًا، مثل العنف الجسدي الذي يحدث عادةً ويعاقب بالغرامة فقط . كما أنه في 2014  كانت هناك مطالبات عديدة من داخل وخارج البلاد، لتشريع قانون شامل يجرم العنف ضد المرأة.